# UFC on ESPN: Ribas vs. Namajunas
UFC on ESPN: Ribas vs. Namajunas (conosciuto anche come UFC on ESPN 53) è stato un evento di arti marziali miste tenuto dalla Ultimate Fighting Championship il 23 marzo 2024 all'UFC Apex di Las Vegas, negli Stati Uniti.

## Risultati
|                 | Divisione            |                     |                 |                   | Metodo                                  | Round           | Tempo           | Premio          |
| Card Principale | Card Principale      | Card Principale     | Card Principale | Card Principale   | Card Principale                         | Card Principale | Card Principale | Card Principale |
| --------------- | -------------------- | ------------------- | --------------- | ----------------- | --------------------------------------- | --------------- | --------------- | --------------- |
|                 | Pesi mosca femminili | Rose Namajunas      | batte           | Amanda Ribas      | Decisione unanime (49–46, 49–46, 48–47) | 5               | 5:00            |                 |
|                 | Pesi massimi         | Karl Williams       | batte           | Justin Tafa       | Decisione unanime (30–27, 29–28, 29–28) | 3               | 5:00            |                 |
|                 | Pesi medi            | Edmen Shahbazyan    | batte           | A.J. Dobson       | KO (pugni)                              | 1               | 4:43            |                 |
|                 | Pesi gallo           | Payton Talbott      | batte           | Cameron Saaiman   | KO tecnico (pugni)                      | 2               | 0:21            | POTN            |
|                 | Pesi piuma           | Youssef Zalal       | batte           | Billy Quarantillo | Sottomissione (rear-naked choke)        | 2               | 1:50            |                 |
|                 | Pesi piuma           | Fernando Padilla    | batte           | Luis Pajuelo      | Sottomissione (brabo choke)             | 1               | 2:45            | POTN            |
| Card Principale |                      |                     |                 |                   |                                         |                 |                 |                 |
|                 | Pesi leggeri         | Trey Ogden          | batte           | Kurt Holobaugh    | Decisione unanime (30–27, 30–27, 30–27) | 3               | 5:00            |                 |
|                 | Pesi piuma           | Julian Erosa        | batte           | Ricardo Ramos     | Sottomissione (guillotine choke)        | 1               | 2:15            |                 |
|                 | Pesi gallo           | Miles Johns         | batte           | Cody Gibson       | Decisione unanime (30–27, 30–27, 30–27) | 3               | 5:00            |                 |
|                 | Pesi piuma           | Jarno Errens        | batte           | Steven Nguyen     | Decisione unanime (30–27, 30–27, 30–27) | 3               | 5:00            | FOTN            |
|                 | Pesi gallo femminili | Darya Zheleznyakova | batte           | Montserrat Rendon | Decisione unanime (29–28, 29–28, 29–28) | 3               | 5:00            |                 |
|                 | Pesi mosca           | André Lima          | batte           | Igor Severino     | DQ (morso)                              | 2               | 2:52            |                 |
|                 | Pesi massimi         | Mick Parkin         | batte           | Mohammed Usman    | Decisione unanime (29–28, 29–28, 29–28) | 3               | 5:00            |                 |

## Premi
I lottatori premiati ricevettero un bonus di 50.000 dollari.
Legenda:
- FOTN: Fight of the Night (vengono premiati entrambi gli atleti per il miglior incontro dell'evento)
- POTN: Performance of the Night (viene premiato il vincitore per la migliore performance dell'evento)